# Kálmán Csathó
 (janvier 2019).
Kálmán Csathó (13 octobre 1881 à Budapest - 14 février 1964 à Budapest) est un écrivain hongrois, directeur de théâtre, membre de l'Académie hongroise des sciences de 1933 à 1949, vice-président de la Société Kisfaludy. Il a été marié à l'actrice Ilona Aczél.

## Carrière
Il obtint un diplôme en droit à Budapest et étudia le théâtre à Berlin. Quand il retourna en Hongrie, en 1906, il travailla comme commis au ministère de la Culture. Il obtint ensuite une bourse pour effectuer un voyage d'étude à Paris, puis à Budapest à partir de 1909. Il travailla d'abord en tant que directeur du Théâtre national puis, à partir de 1919, au poste de directeur en chef. À partir de 1936, il fut vice-président de la Société Kisfaludy. En 1940, il devint directeur du Théâtre Magyar et du Théâtre de la rue Andrássy. Entre 1933 et 1949 il fut membre correspondant de l'Académie hongroise des sciences de Hongrie. En 1989, son adhésion fut rétablie à titre posthume.
Il est enterré au cimetière de Farkasrét.

## Travaux
- A varjú a toronyórán (1916)
- Te csak pipálj, Ladányi (1916)
- Juliska néni (1918)
- Ibolyka/Pókháló (1920)
- Mikor az öregek fiatalok voltak (1921)
- Földiekkel játszó égi tünemény (1924)
- Leányok, anyák, nagyanyák, I-III (1928)
- Most kél a nap (1928)
- Leányos ház 1931-ben (1931)
- Kluger és társa (1933)
- Családfa (1934)
- A szép Juhászné (1936)
- Az én lányom nem olyan (1936)
- Barátom, Bálint (1938)
- A kék táska
- A nők titka
- Maskara
- Vadászzsákmány (1940)
- A régi Nemzeti Színház (1960)
- Tavasztól tavaszig (1962)
- Írótársak között (1965)

Pièces de théâtre
- Az új rokon (1922)
- A házasságok az égben köttetnek (1925)
- Mi van a kulisszák mögött (1926)
- Matyika színésznő szeretne lenni (1929)
- Fűszer és csemege (1938)
- Ilyeneknek láttam őket (1957)
- A régi Nemzeti Színház (1960)
- Tavasztól tavaszig (1962)
- Lilla